# 噫!南嶺三十八勇士
『噫!南嶺三十八勇士』（ああなんれいさんじゅうはちゆうし）は1931年に日本で制作されたサイレント映画。東活映画社製作。

## スタッフ
- 監督 : 井出錦之助
- 脚本 : 桜庭青蘭
- 原作 : 木村正治中尉、吉崎民之助
- 撮影 : 本田戒一郎

## キャスト
- 南光明
- 武村新
- 川島奈美子